# Ill Bethisad
Ill Bethisad – projekt historii alternatywnej, rozpoczęty w 1996 pod nazwą "the Brithenig Project" przez Nowozelandczyka Andrew Smitha. W przeciwieństwie do innych utworów tej samej kategorii Ill Bethisad nie jest dziełem jednej osoby, lecz wyrósł w ciągu kilku lat do bieżącego, wspólnego projektu około siedemdziesięciu uczestników. Projekt, który można zaliczyć do podgatunku steampunk, należy do najstarszych i najbardziej rozpracowanych historii alternatywnych aktywnych w sieci. Ill Bethisad ma charakter głównie encyklopedyczny. Składa się z języków sztucznych, linii chronologicznych, dziejów napisanych, wiadomości, flag, map i innych obrazów, krótkich filmów, opisów religii i technologii oraz krótkich opowiadań.

## Języki sztuczne
Ważną rolę w Ill Bethisad odgrywają języki sztuczne i projekt był od początku głównym skupiskiem tzw. "języków alternatywnych" (języków o charakterze spekulatywnym, typu: jak wyglądałby język X, gdyby historia toczyła się inaczej). Głównymi przedstawicielami tego podgatunku w świecie Ill Bethisad są: brithenig (język romański powstały na Wyspach Brytyjskich na podstawie łaciny ludowej i częściowo oparty na walijskim), wenedyk (język romański oparty na polskim) oraz różne języki północnosłowiańskie. W projekcie uczestniczy ponad trzydzieści języków alternatywnych na różnych etapach rozwoju.
Sama nazwa Ill Bethisad w brithenigu oznacza "Wszechświat" i jest kalką walijskiego słowa bydysawd na podstawie łacińskiego odpowiednika baptizatum.

## Punkty rozbieżności
Centralnym punktem rozbieżności (czyli momentem, w którym historia rozchodzi się z realną) jest silniejsze Cesarstwo rzymskie, co powoduje powstanie języków romańskich na terenach, gdzie w świecie realnym dominują języki germańskie, celtyckie lub słowiańskie. Pomimo tego, historia na ogół przebiega równolegle do naszej. Dzięki temu Ill Bethisad składa się również z kilku mniejszych (regionalnych) punktów rozbieżności. Kluczowymi punktami rozbieżności są, oprócz wyżej wymienionych języków:
- Napoleon Bonaparte nie atakował Rosji i nie poniósł klęski pod Waterloo[13]. Rozbiory Wenedy (alternatywa Polski w tym świecie) nie miały miejsca, tak że Rzeczpospolita Obojga Narodów nadal istnieje jako Rzeczpospolita Dwóch Koron (Wenedyk: Rzejpybiełka Dwar Korunar, RDK). Terytorium tego państwa składa się mniej więcej z połączenia Polski międzywojennej z Litwą i obejmuje również jedną kolonię, Gambię, która w świecie realnym była kiedyś kolonią Księstwa Kurlandii.
- Rosyjska wojna domowa po rewolucji październikowej skończyła się klęską bolszewików a zwycięstwem Białej Armii, co doprowadziło do dyktatorskich rządów na podbudowie chrześcijańsko-nacjonalistycznej[14].
- W Bohemii pod presją Habsburgów powstał język germański, Pémišna, który jest zgermanizowanym czeskim[15].
- Rewolucja amerykańska nie odbyła się, więc Stany Zjednoczone Ameryki nie powstały.

Ogólnie rzecz biorąc, Ill Bethisad charakteryzuje się większą liczbą niepodległych państw, niż istnieje w świecie realnym. Monarchie konstytucyjne mają przewagę nad republikami, a często spotykanym zjawiskiem są różnego typu federacje, konfederacje i kondominia. Charakterystyczne są również technologie, które w świecie realnym nie odniosły sukcesu albo wyszły z użycia, np. zeppeliny i ekranoplany. Kosmonautyka i komputery istnieją, ale są jeszcze w powijakach.
Celem Ill Bethisad nie jest pokazywanie świata lepszego lub gorszego od realnego, tylko innego (z pewnymi elementami satyrycznymi).